# Revue canadienne de chimie
Revue canadienne de chimie (abrégé en Rev. Can. Chim.) ou Canadian Journal of Chemistry (abrégé en Can. J. Chem.) est une revue scientifique à comité de lecture, publiée depuis 1929 par la societé Éditions Sciences Canada. Ce mensuel inclut des revues et des articles de recherches originales sous forme de communications dans tous les domaines de la chimie.
D'après le Journal Citation Reports, le facteur d'impact de ce journal était de 1,061 en 2014. Le directeur de publication est Robert H. Lipson (Université de Western Ontario, Canada).